# The Concubine
The Concubine (en coreano: 후궁: 제왕의 첩, lit. 'Hugoong: Jewangui Chub'; en español, La concubina del emperador) es una película histórica surcoreana del 2012, dirigida por Kim Dae-seung. Escenificada en los tiempos de la dinastía Joseon, se centra en Hwa-yeon (Jo Yeo-jeong), quien se convierte en la concubina real contra su voluntad; en Kwon-yoo (Kim Min-joon), atrapado entre el amor y la venganza, y el príncipe Sung-won (Kim Dong-wook), enamorado de Hwa-yeon a pesar de la larga lista de mujeres de las que puede disponer. Estos tres personajes forman un triángulo amoroso de pasiones peligrosas. La lucha por sobrevivir dentro de los estrechos límites del palacio es intensa, y sólo lo lograrán quienes tenga fuerza suficiente para superar las infernales circunstancias.

## Trama
Ambientada a principios de la dinastía Joseon, la película comienza con una concubina del rey anterior (Park Ji-young) en una posición precaria de no tener lazos de sangre con su hijastro, el actual rey viudo y sin hijos (Jung Chan). Ella planea reemplazarlo en el trono con su joven hijo sumiso Sung-won (Kim Dong-wook). Indiferente a los planes de su madre, el tímido príncipe se enamora a primera vista de Hwa-yeon (Jo Yeo-jeong), la hija de un aristócrata, que ya ha encontrado el amor con Kwon-yoo (Kim Min-joon), un niño de baja estatura plebeyo. Cuando su padre (Ahn Suk-hwan) debe enviarla al palacio real como concubina para el rey, los dos amantes intentan fugarse pero son atrapados después de su primera noche juntos. Hwa-yeon acepta ingresar al palacio a cambio de salvar la vida de Kwon-yoo.
Cinco años más tarde, Hwa-yeon se convirtió en la Reina al dar a luz a un hijo. Sung-won regresa de viajar para ver al Rey al enterarse de su mala salud. En una conversación privada, Sung-won le regala un palo para el pelo a Hwa-yeon como regalo y confesión de sus sentimientos.
El rey muere de una enfermedad misteriosa y la ex concubina sienta a su hijo, el príncipe Sung-won, en el trono como un rey títere, nombrándose a sí misma regente y reina madre y tomando el control firme sobre la corte real. Hwa-yeon es trasladada a una residencia humilde y vigilada de cerca, donde la vigilan constantemente. Cuando el padre de Hwa-yeon, un ministro de la corte real, intenta demostrar que el rey anterior murió de un asesinato venenoso, él y todos los ministros desleales a la reina madre son arrestados por traición.
Hwa-yeon descubre a su antiguo amante, Kwon-yoo, trabajando en el castillo entre los eunucos. Inicialmente contenta de verlo, ella busca consuelo y ayuda, esperando que algunos de sus sentimientos originales permanezcan. Aunque su vida se salvó, Kwon-yoo fue castrado por el padre de Hwa-yeon por atreverse a fugarse con ella y ahora está resentido y amargado por los dos. Kwon-yoo se ha alineado con el ministro Yoon y la Reina Madre para encontrar el poder en su nueva posición y rechaza a Hwa-yeon. Los esfuerzos de Hwa-yeon para liberar a su padre y rescatarlo de la ejecución son saboteados por Kwon-yoo, quien socava directamente las órdenes de exoneración de Sung-won para garantizar la muerte del hombre. Kwon-yoo acepta asesinar a Hwa-yeon y a su hijo con un bloque de acónito venenoso recibido del Ministro Yoon por orden de la Reina Madre, que desea asegurar su posición y evitar que Hwa-yeon influya en Sung-won.
Sung-won todavía se siente muy atraído por Hwa-yeon, otorgando favores y atención. En un ataque de pique, toma a Geum-ok, la doncella personal de Hwa-yeon, como una concubina menor para que pueda preguntar sobre los hábitos privados de Hwa-yeon. Una noche, Sung-won entra en la habitación de Geum-ok y se enfurece cuando la ve usando el palillo que le había regalado a Hwa-yeon. Para salvar su propia vida, Geum-ok revela que Kwon-yoo tenía una relación con Hwa-yeon, y que el joven príncipe había nacido prematuramente, lo que hacía sospechar a su familia. Sung-won se enfrenta a Hwa-yeon, acusándola de esconder a su amante como un eunuco falso, pero desestima las acusaciones después de bajarse los pantalones de Kwon-yoo para revelar su castración. Sung-won intenta violar a Hwa-yeon, pero Hwa-yeon lo rechaza y le dice que "vuelva cuando se convierta en un verdadero Rey".
Después de este incidente, Kwon-yoo cree que él es el padre del hijo de Hwa-yeon desde la noche en que se fugaron y tiene un cambio de opinión acerca de ayudarla, jurando protegerla a ella y a su hijo a toda costa. Para colocar a su hijo en el trono y colocar una trampa para la Reina Madre y el Rey, Kwon-yoo se vuelve contra el ministro Yoon colocando el veneno en la bebida medicinal de Sung-woo. Sin embargo, Kwon-yoo no tiene más remedio que beber su propio brebaje para calmar las sospechas de Hwa-yeon y su hijo. Después de la reacción violenta de Kwon-yoo a la bebida medicinal venenosa, el médico interrogado admite que el ministro Yoon, que está directamente debajo de la Reina Madre, es el jefe de medicina.
Hwa-yeon envió a su hijo lejos por su seguridad y fue encarcelada por la Reina Madre, quien acusa a Hwa-yeon de traición y le ordena al Ministro Yoon que ponga fin a la vida de la madre y el hijo. Sung-won acusa a su madre de tratar de envenenarlo, lo que la lleva a admitir que había envenenado al rey anterior para colocar a Sung-won en el trono, lo que lo horroriza ya que él había amado a su hermano y nunca había deseado ser rey. Kwon-yoo y el ministro Yoon son traídos para confirmar o negar el complot para envenenar al rey actual. Cumpliendo su promesa a Hwa-yeon de protegerla a ella y a su hijo, Kwon-yoo miente, diciendo que la Reina Madre estaba detrás del intento de asesinato de Sung-woo, con el ministro Yoon proporcionando el veneno. Sung-woo ordena la ejecución de los hombres y que la Reina Madre sea puesta permanentemente bajo arresto domiciliario en sus habitaciones.
En un carruaje que se dirige hacia su ejecución, Kwon-yoo se despide y le pide a Hwa-yeon que proteja a su hijo después de su muerte, pero Hwa-yeon responde: "¿Nuestro hijo? El príncipe no es el hijo de nadie. Él es mi hijo". Kwon-yoo está devastado, ha sacrificado su vida por el hijo de Hwa-yeon, que puede no ser el suyo, y Hwa-yeon se venga por la muerte de su padre.
Sung-woo, ahora un verdadero rey, es recibido en su habitación por Hwa-yeon y los dos tienen relaciones sexuales antes de que Hwa-yeon lo mate. La Reina Madre se deshace rápidamente de él.
La última escena muestra a Hwa-yeon sonriendo a su hijo jugando en el trono en la corte real vacía, antes de que su rostro se vuelva cuando la puerta se cierra y se da cuenta de que no puede regresar.

## Reparto
- Jo Yeo-jeong ... Shin Hwa-yeon[10]
- Kim Dong-wook ... Príncipe Sung-won[11][12][13]
- Kim Min-joon ... Kwon-yoo / Choong-young
- Park Ji-young ... la Reina Madre (Daebi), madre de Sung-won
- Jo Eun-ji ... Geum-ok, doncella de Hwa-yeon
- Lee Geung-young ... eunuco principal
- Park Chul-min ... Pil-woon, eunuco de la farmacia
- Ahn Suk-hwan ... Shin Ik-chul, padre de Hwa-yeon[14]
- Jo Gi-wang ... Yoon Jong-ho, el vice primer ministro
- Oh Ji-hye ... Lady Park
- Hong Kyung-yun ... Lady Kim
- Park Chung-seok ... Seung Jeon-saek
- Park Min-jeong ... médium
- Im Jong-yun ... Jeong, ministro de la Izquierda
- Lee Seok-gu ... Go Won-ik
- Chae Dong-hyeon ... eunuco militar principal
- Oh Hyun-kyung ... Yoon Gi-hun
- Jung Chan ... King
- Hong Yeo-jin ... Suragan, dama de la Corte
- Lee Yong-nyeo ... anciana
- Kwon Byeong-gil

## Crítica y recepción
Las reseñas y comentarios han sido positivos de manera casi unánime. El The Korea Times la calificó como "una de las mejores películas comerciales del año". Las noticias amarillistas sobre la película se centraron sobre todo en las escenas gráficas de sexo y en los desnudos de Jo Yeo-jeong, comentarios que los críticos locales consideraron equivocados y denigrantes para una obra que, según el The Korea Herald, "explora los temas de la traición, la venganza y las obsesiones, con muchos matices y en profundidad" y que "ofrece esencia y entretenimiento en abundancia, además de intrigas psicológicas casi shakespearianas." A pesar de las "muchas subtramas, que a ratos vuelven el flujo de la narrativa algo enrevesado", The Korea Times aseguró que se trataba de "un viaje intenso de texturas múltiples que ciertamente vale el esfuerzo", con "profundidades psicológicas que demandan múltiples miradas". Tanto la exuberante fotografía de Hwang Ki-seok como el vestuario recibieron elogios, lo mismo que la excelente actuación del reparto, en especial la de Kim Dong-wook.
Uno de los momentos estelares de la película es el final, un alejamiento lento de la cámara en una escena que refleja una de las célebres imágenes del arte de la Cristiandad, La Piedad, de Miguel Ángel Buonarrotti. Esa imagen resume el carácter del Príncipe Sung-won y su tragedia... todo ello a partir de la relación con su madre, de cuyo abuso es víctima. El director Kim Dae-seung dijo también que se trata de una referencia a la salvación... o a la carencia de salvación, en las búsquedas que llevan a cabo todos los personajes. Todos terminan autodestruyéndose después de una prolongada lucha para salvarse, para salvar a sus hijos o, en el caso del rey, para salvar su amor.

## Taquilla
Estrenada en Corea del Sur el 6 de junio del 2012, la película vendió 1.4 millones de boletos en sus primeros diez días, y para fin de mes ya había rebasado la marca de los dos millones de entradas. El Consejo Cinematográfico Coreano informó que vendió más de 2.6 millones de boletos, lo que la convirtió en la decimoprimera película coreana más vista en el 2012.
Los derechos de distribución se firmaron con salas de ocho países: Nueva Zelanda, Singapur, Hong Kong, Japón, Taiwán, Australia, Malasia y Brunéi.

## Premios y nominaciones

### Premios de Cine Buil
XXI Premios de Cine Buil 2012
- Mejor Actriz de Reparto- Park Ji-young
- Nominación - Mejor Actriz - Jo Yeo-jeong
- Nominación - Mejor Fotografía - Hwang Ki-seok
- Nominación - Mejor Dirección Artística - Cho Geun-hyun

### Premios Artísticos Baeksang
XLIX Premios Artísticos Paeksang 2013
- Mejor Actriz de Reparto - Jo Eun-ji